# Blarinella
Blarinella é um gênero mamífero da família Soricidae.

## Espécies
- Blarinella griselda Thomas, 1912
- Blarinella quadraticauda (Milne-Edwards, 1872)
- Blarinella wardi Thomas, 1915